# 卡伦·韦特豪恩
卡倫·伊莉莎白·韋特豪恩（英語：Karen Elizabeth Wetterhahn，1948年10月16日—1997年6月8日），是美國達特茅斯學院的化學教授，主要研究鉻等重金屬對人體的影響，并因此而出名。她亦是該校第一位化學女教授。她于1997年死于由意外接触二甲基汞而造成的汞中毒。当时使用的乳膠手套并未提供足够的保护，因而意外滴在手套上的数滴二甲基汞溶液得以穿透手套和皮肤，并在接下来的数月直接导致韋特豪恩死亡。

## 意外身亡
1996年8月14日，卡倫·韋特豪恩進行有關二甲基汞的實驗，她已做好所有建議的實驗室防護措施，例如完整穿戴乳膠手套、在通風櫃裡進行實驗，但在用移液器處理二甲基汞時不小心將一到兩滴的二甲基汞撒到了手上。雖然卡倫當下便立即清理現場、脫掉受污染的防護衣物並清洗雙手，但當時二甲基汞的極強滲透性尚未被科學界清楚認知。
卡倫在該次實驗事故後不久便開始感到身體不適，隨後被發現從頭髮測試出的汞含量於事故後17天便急剧上升，於第39天到达峰值，之後缓慢下降。卡倫的聽力和視力慢慢出現問題，伴隨腹痛及體重下降；次年一月，開始出現平衡失調和口齒不清等症狀，她於1997年1月28日正式入院，後證實是汞中毒。她的身體狀況每況愈下，後來因大腦受損嚴重而變為植物人并失去痛覺，於接触二甲基汞的十个月之后（1997年6月8日）與世長辭。
後來研究發現，二甲基汞可以穿透一般的乳膠手套，並迅速被皮膚吸收。

## 貢獻
卡倫·韋特豪恩是美國達特茅斯學院的化學教授，對金屬毒性的機理頗爲熟悉，尤其是鉻、汞等金屬。她埋首研究鎳、鉻等金屬如何在人體中代謝，從而導致癌症。她在大學中出版過多於八十五份研究文獻，教導過許多位學生。她在大學作爲一個統領、綜合的角色，旨在增加修讀科學的女性。
當時二甲基汞是用來校正199Hg核磁共振波譜儀，但在這次事故後，科學家重新訂立安全守則，而且不鼓勵二甲基汞的使用。科學家因而發現二甲基汞能穿透聚氯乙烯和氯丁橡膠等，所以接觸時必須穿戴特制手套，以免直接接觸。